# Memorial do Pentágono
O Memorial do Pentágono (em inglês:  Pentagon Memorial), localizado a sudoeste do Pentágono, no Condado de Arlington, Virgínia, Estados Unidos, é um memorial permanente ao ar livre para as 184 pessoas mortas no edifício do Pentágono e no  voo 77 da American Airlines durante os ataques de 11 de setembro de 2001 (sem contar os sequestradores a bordo do avião).
Desenhado por Julie Beckman e Keith Kaseman do escritório de arquitetura Kaseman Beckman Advanced Strategies com os engenheiros da Buro Happold, o memorial aberto ao público no dia 11 de setembro de 2008 e representa o caminho que fez o voo 77 para a colisão.

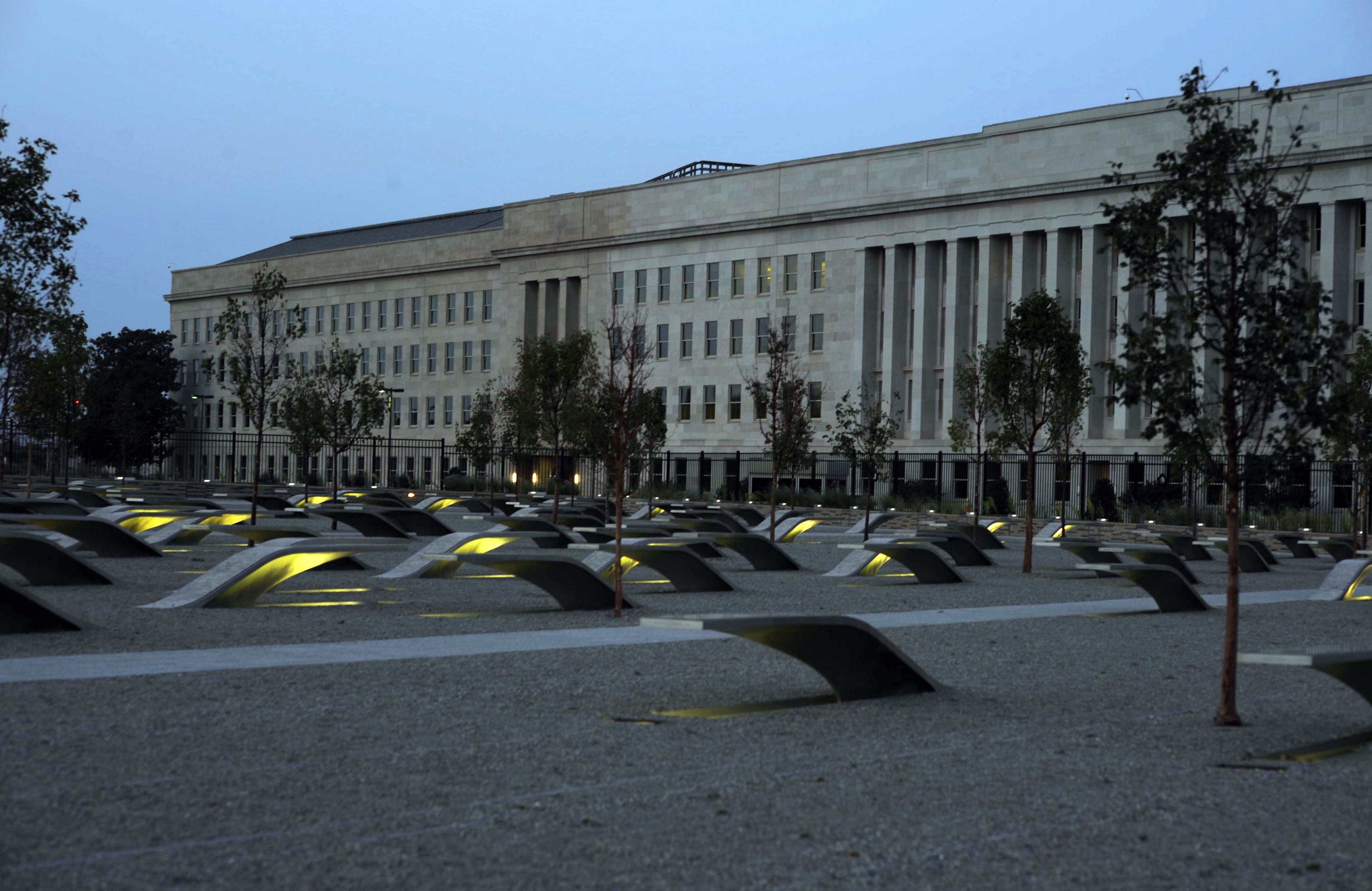
Memorial do Pentágono à noite.